# Malá Hradná
Malá Hradná (in ungherese: Kisradna) è un comune della Slovacchia facente parte del distretto di Bánovce nad Bebravou, nella regione di Trenčín.